# HD 21755
HD 21755，又名BD+05 502，SAO 111230、HR 1067，是一颗恒星，视星等为5.94，位于銀經178.04，銀緯-39.07，其B1900.0坐标为赤經3h 25m 26.6s，赤緯+5° -39.07′ 48″。